# Bouy-sur-Orvin
 Bouy-sur-Orvin  là một xã ở tỉnh Aube, thuộc vùng Grand Est ở phía bắc miền trung nước Pháp.